# Игра улога Средње земље
Игра улога Средње земље (енгл. Middle-earth Role Playing, MERP) је игра која је направљена на основу Толкинове средње земље, објавила ју је фирма „Iron Crown Enterprises“ (I.C.E.). Правила су преузета али у умањеној верзији, од гигантске игре исте фирме под именом Улога господара (Rolemaster).
Систем је био сличан игри Лагуми и змајеви, са карактерним класама и нивоима. Од класа доступне су Свештеник (Animist), Песник (Bard), Ратник (Fighter), Чаробњак (Mage), Шумар (Ranger), Извиђач (Scout).
У МЕРП-у, атрибути лика се рангирају од 0 до 100, док вештине могу да надмаше овај ранг тј. могу ићи преко 100. За напад се користи стострана (1-100) коцкица где се гледа бачен број (ако је број преко 95 нападач има право да поново баца коцкице што ће се додати на већ постојећи број, а ако је у првом бацању пало мање од 6 нападач има негативни утицај.) + офанзивни бонус (он зависи од вештине руковањем оружјем) + атрибутски ранг - одбрамбени бонус мете (зависи од агилности и опреме лика ). Ова сума се гледа у табели и добија се крајњи резултат исхода напада. Већина удараца у игри ће нанети “критични удар”, који се опет гледа у посебним табелама. То су ударци којима се у 99% завршава исход неке борбе.

## Пример Авантуре
ПЦ 
(ликови које воде играчи) путују пешице од 
Ривендела до Брија Великим Источним Путем носећи испоруку 
финог Дорвинионског вина и нешто лековитих трава. Ликови 
су:
Агонар, вилењак чаробњак.
Леанана, Дунлендинг Свештеник (Animist ). 

Нари Зигилдун, патуљак ратник 
неоткривеног пола.(За многе су жене патуљака исте као 
мушкарци.)
Дрого Брацегирдле, хобит извиђач. 
Прости људи би га могли назвати лоповом или провалником.

Близу 
сумрака, око 45 km од Ривендела у области Тролсхавс, 
играчи су одлучили да направе камп и преноће. Како је 
група сишла са пута и прешла на тежи терен према северу, 
лака кишица је почела да пада (Хм, рекли би неки...). 
После отприлике 100 метара дошли су у близину старог 
руинираног торња. Играчи то не знају, али 3 орка се 
налазе у подруму куле. Орци су таман почели да се буде 
и да се припремају да крену даље.
Следећи дијалог је пример како део ФРП авантуре може 
да тече:
Гамемастер 
(ГМ): „Стали сте на врх брежуљка и испод вас 
видите рушевину куле у зараслој долини. Кула и даље 
има део крова на месту. Мали поточић тече кроз долину, 
и около има уобичајених жбунова и дрва -борова, јела 
и сл." ГМ скицира долину на парчету папира.
Док ГМ скицира физичку ситуацију, играчи дискутују 
међу собом шта да раде. Они одлучују да ће њихов 
главни циљ акције бити да провере кулу због склоништа 
за ноћ а онда могућност мале авантуре. Како било, 
сваки играч мора предузети одвојену акцију са 
својим ликом да би се извршио циљ, користећи 
ограничену комуникацију између себе.
ГМ: „Који 
је ваш план, и како ће се сваки припремити ?"
Дрого: „Ми планирамо да извидимо кулу 
за могуће склониште. Ја ћу извући мој кратки мач, померити 
се испред осталих и извидити прилазни пут, користећи 
могуће заклоне и крећући се што тише могу."
Нари: „Ја ћу извадити мој Композит 
и напунити га. Покриваћу Дрогоа и померити се када да 
сигнал."
Леанана: „Ја ћу извући мој буздован 
и штит и кренути напред када и Нари."
Агонар: „Ја ћу припремити и бацити штит 
магију." Он рола две специјалне коцке које заједно 
дају резултат између 01 и 100."Добио сам 28." 
Магија је успела.
ГМ: „Дрого 
баци маневар рол да видимо колико добро си се пришуњао 
кули." Он рола 47, ГМ рола 24 за активност оркова, 
показујући ГМ да се ништа необично није десило .
"Успео си и ниси приметио ништа необично. 
Сада си 3 метра од куле и добро видиш околину. Остатак 
групе може кренути на твој знак."
Дрого: „Окренућу се тако да између мене 
и куле буде дрво и махнути осталима."
Остатак групе: „Полако ћемо кренути."

ГМ: „Свако 
од вас нека баци маневар рол."Они бацају 86,35, 
и 46 а ГМ за орке 62. Нико не примећује ништа, 
али орци постају активнији и могли би ускоро кренути 
степеницама горе."Сви сте се померили и нико није 
приметио ништа необично."
ГМ: „Ево ово је скица куле и ближе околине. 
Кула има два спрата и квадратног је облика. део који је окренут 
према вама је срушен, заједно са другим спратом, али 
остала три зида заједно са кровом су нетакнута. Мада 
кров има рупе на себи. Зид наспрам вас има рупу која 
је некад била врата. Можете да видите много смећа али 
ничег другог унутра."
ГМ онда обележи положаје играча на скици.
ГМ: „Сви одлучите своју акцију 
за ову рунду."
Дрого: „Ја ћу се веома полако померити 
до зида са десне стране куле и погледати унутра, користећи 
зид као заклон."
Нари: „Ја ћу се померити иза Дрогоа 
са спремним Композитом."
Леанана: „Ја ћу се померити за Наријем."
Агонар: „Ја ћу се померити за Леананом."
ГМ: „Сви 
нека баце маневар рол." Они бацају 24,89,93 и 62;орци 
бацају 65 и даље се припремајући да крену степеништем 
горе."Сви сте се померили до краја десног зида 
и погледали унутра. Видите 4X4м унутрашњост куле у 
нереду пуно камења, крпа, старог намештаја и осталог 
смећа. Постоји и нешто што личи на велики ковчег (120x60x60цм) 
испод смећа преко пута вас, близу краја левог зида. 
Такође видите и нешто као степениште које води доле, 
у крајњем левом ћошку. Шта радите у овој рунди ?"
Дрого: „Померићу се полако унутар куле, 
десном страном зида, пазећи на степениште."
Леанана: „Ја ћу прећи преко, до леве 
стране зида, и почети скидати смеће са ковчега, тражећи 
било какав магични предмет или плен."
Нари: „Ја ћу циљати између степеништа 
и главних врата, тако да могу одмах да пуцам ако се 
нешто необично деси."
Агонар: „Ја припремам моју магију за 
левитацију."
ГМ: „Леанана 
и Дрого нека баце маневар рол." Бацили су добро,78 
и 94; орци бацају 73 и завршили су са припремама за 
полазак горе и крећу степеништем горе."Дрого, ниси 
приметио ништа али си се померио тихо до главних врата. 
Леанана ти си се померила до гомиле смећа, и док си 
скидала смеће са ковчега ниси нашла ништа. Шта радите 
у овој рунди ?"
Агонар: „Ја бацам магију за левитацију 
и почећу да лебдим према горе, ка крову." Баца 54 
и успева у левитацији.
Нари: „Ја ћу остати спреман да 
пуцам."
Дрого: „Ја ћу провирити кроз главна 
врата и ослушнути."
Леанана: „Покушаћу да отворим ковчег."
ГМ: „Почело 
је озбиљно да се смркава. Агонар, ти си се подигао 
на 1,5 m од земље у овој рунди, представљајући одличну 
мету за гађање. Леанана ти видиш да је ковчег зарђао 
али не и закључан; направићеш буку ако га отвориш. 
Дрого ти си видео ово када си провирио кроз врата." 
ГМ даје Дрогоу цедуљу на којој пише, не видиш ништа 
напољу али чујеш кораке низ степениште. „Шта радите 
у следећој рунди ?" Он баца и види да орци долазе 
степеништем.
Леанана: „Отворићу 
ковчег веома, веома тихо и погледаћу у њега."
Дрого: „Ја ћу се сакрити иза гомиле 
смећа код главних врата."
Агонар: „Ја ћу наставити са левитацијом 
мотрећи на опасности."
Нари: „Ја ћу наставити да покривам 
степениште и Врата."
ГМ: „Леанана 
баци коцкице." Она баца 12. „Отворила 
си ковчег, али је то направило јаку шкрипу, унутар 
њега видиш зарђали бодеж и малу кутијицу. Агонар 
ти си сада на 4,5 m висине и не видиш ништа. Како 
било, ти, Нари и Дрого сада видите 3 орка (у оклопу 
од чврсте коже, опремљене са кратким мачевима 
и осталом опремом) како долазе степеништем окренути 
лицем према Леанани, која их не примећује."
Нари: „Ја 
ћу испалити стрелу на највећег."
Он рола 92 и према табели за напад Композит наоружањем, 
наноси орку 21 хитс и „Д“ пробојни критикал. Он рола 
за критикал 70 и орк је погођен у врат и умире (веома 
добар погодак).

ГМ: „Шта 
планирате да радите у овој рунди."
Агонар: „Ја ћу припремити моју магију 
за успављивање, и викнути :'Леанана пази, орци !!!' 
"
Нари: „Спустићу мој лук, и извући 
моју ратну секиру и кренути према Леанани. Викнућу ,'Дођите 
и умрите ви орчки свињо-пси !!!' "
Дрого: „Ја ћу наставити да се кријем 
, са спремним мојим кратким мачем."
Леанана: „Пошто ја нисам одмах приметила 
орке, ја ћу покушати да покупим малу кутију из ковчега 
и да је ставим испод огртача а да ме нико не види."
ГМ 
баца рол да одреди реакцију два преостала орка. Он рола 
06 и 91. Један орк је одлучио да побегне, а други да 
убије јадну жену која је окренута њему леђима. ГМ 
баца рол да ли ће Агонар, Дрого и Нари приметити Леанану 
како узима малу кутијицу из ковчега - и они не примећују.

ГМ: „Један 
орк се окреће и почиње да бежи према главним вратима. 
Други баца своју опрему и почиње да јуриша према Леанани, 
извлачећи свој кратки мач. Леанана ти си успела у својој 
акцији у овој рунди, али чујеш трчање иза себе и повике 
својих другова. Дрого ти можеш да замахнеш према орку 
када буде пролазио кроз главна врата."
Дрого: „Ја ћу замахнути према њему 
док буде пролазио."
Он баца 02 и спетљава се са својим кратким мачем, 
баца 49 и испушта оружје из руке.
ГМ: „Запањујући 
покрет Дрого, орк те чак није ни приметио и 
наставио је да бежи. Нари, ти и орк сте стигли 
до Леанане, и можете напасти у следећој рунди. 
Леанана, ти си у потпуности свесна шта се догађа. 
Шта радите сада ?"
Дрого: „Подићи ћу мој кратки 
мач."
Агонар: „Бацићу магију за успављивање 
на орка и тако покушати да заштитим Леанану. 
Припремао сам је само једну рунду тако да имам 
-15 модификацију на мој напад."
Леанан: „Пошто нисам баш добра 
у борби, подићи ћу и спустити ковчег преко мене." 
Ковчег је довољно велики да она може стати 
у њега.
Нари: „Ја ћу замахнути 
на орка и покушати да га преполовим на пола."
ГМ: „Агонар 
ће први бацити магију, онда ће Леанана извести маневар 
да проба да пребаци ковчег преко себе, онда ће орк који 
је бржи од Нарија напасти Леанану, и коначно ће Нари 
напасти орка. Дрого је ван игре пошто тражи свој испуштени 
мач."
Агонар рола 68 за магију, и орк рола 17 за отпорност 
према магији и пада у сан. Леанана спушта на себе ковчег 
али не би успела да избегне орков напад да га Агонар 
није успавао. Нари извршава свој напад на орка који 
спава, и наноси му 40 хитс и „Е“ секући критикал и „Ц“ 
разбијајући критикал, чинећи да орк падне у несвест 
са поломљеном ногом. Орк и ковчег падају преко Леанане 
наносећи јој 5 хитс и „А“ небалансирајући критикал, 
који јој наноси додатних 4 хитс и ошамућује је једну 
рунду.

Авантура 
се може наставити тако што група има опцију да истражи
остатак сада напуштене куле, крене у потеру за орком 
(који можда иде по помоћ), напуштајући то место, или 
неку другу акцију или комбинацију акција. Нари и Агонар 
ће добити доста искуствених поена за њихове магије 
и убиства, Дрого ће пронаћи свој мач али не и само-поштовање. 
Леанана ће се силно изненадити када отвори малу кутијицу 
коју је узела да нико не примети (кутијица има отровну 
иглу као замку која ће је убости ако не буде могла да 
открије замку и да је разоружа.) и тд.

МЕРП је игра у којој је могуће ући у Толкинов свет, у његову Средњу земљу. Можете до миле воље да истржујете овај дивни свет и да се крећете куда Вам је воља. Сретните се са вилењацима, патуљцима, Роханским јахачима или можда са орцима, троловима или нечим још опаснијим. А ако баш желите идите онуда куда је прошла дружина прстена. Пробајте да урадите оно што они нису. Све је то могуће у овој лепој игри.